# Lymantria destituta
Lymantria destituta är en fjärilsart som beskrevs av Otto Staudinger 1891. Lymantria destituta ingår i släktet Lymantria och familjen tofsspinnare. Inga underarter finns listade i Catalogue of Life.